# Macedonië op het Eurovisiesongfestival 1998
Macedonië nam deel aan het Eurovisiesongfestival 1998 in Birmingham, Verenigd Koninkrijk. Het was de 1ste deelname van het land op het Eurovisiesongfestival. De selectie verliep via het jaarlijkse Skopje Fest, waarvan de finale plaatsvond op 7 maart 1998. MRT was verantwoordelijk voor de Macedonische bijdrage voor de editie van 1998.

## Selectieprocedure
Voor de eerste kandidaat te selecteren voor het festival, koos men ervoor om een nationale finale te organiseren, Skopje fest.
Deze vond plaats in de Universal Hall in Skopje en werd gepresenteerd door Milanka Rasik en Aleksandar Delovski.
In totaal deden er 20 artiesten mee aan deze finale en de winnaar werd gekozen door televoting.

| Volgorde | Lied                            | Artiest                            | Punten | Plaats |
| -------- | ------------------------------- | ---------------------------------- | ------ | ------ |
| 1        | "Preku moreto"                  | Tanja Carovska                     | 1339   | 12     |
| 2        | "Ne zaboravaj"                  | Kaliopi                            | 3834   | 9      |
| 3        | "Son"                           | Monika Sokolovska                  | 862    | 15     |
| 4        | "Ostani do kraj"                | Toše Proeski & Megatim Plus        | 4210   | 8      |
| 5        | "Daj mi pricina da se razbudam" | Tanja, Lidija & Zorica Pancic      | 2459   | 11     |
| 6        | "Samovilska svadba"             | Sašo Gigov-Giš                     | 34774  | 2      |
| 7        | "Ne baraj me"                   | Iskra Trpeva & Granit              | 681    | 20     |
| 8        | "Ne veruvam"                    | Risto Samardziev                   | 8866   | 5      |
| 9        | "Daj mi šansa"                  | Dule & Koki                        | 23615  | 3      |
| 10       | "Koj si ti"                     | Biljana Dodeva                     | 828    | 16     |
| 11       | "Te sakam beskrajno"            | Pece Ognenov and Adrijana Janevska | 1100   | 13     |
| 12       | "Bez tebe"                      | Duo Maratov                        | 764    | 17     |
| 13       | "Ljubovta nema granici"         | Intervali                          | 694    | 19     |
| 14       | "Kameleon"                      | Maja Grozdanovska & Bumerang       | 3319   | 10     |
| 15       | "Andrea"                        | Marjan Necak                       | 725    | 18     |
| 16       | "Opomena"                       | Suzana Spasovska                   | 5441   | 6      |
| 17       | "Broj do deset"                 | Maja Vukicevic                     | 908    | 14     |
| 18       | "Ne zori, zoro"                 | Vlado Janevski                     | 38642  | 1      |
| 19       | "Ukradeni nokji"                | Karolina Gočeva                    | 10454  | 4      |
| 20       | "Pari pari"                     | Mico Atanasiu                      | 4453   | 7      |

## In Birmingham
In het Verenigd Koninkrijk moest Macedonië optreden als 25ste en laatste, net na Turkije.
Op het einde van de puntentelling bleek dat ze op een 19de plaats waren geëindigd, met 16 punten.
België en Nederland hadden geen punten over voor deze inzending.

### Gekregen punten

#### Finale
| 12 punten | 10 punten  | 8 punten               | 7 punten | 6 punten  |
| --------- | ---------- | ---------------------- | -------- | --------- |
|           |            |                        |          | - Kroatië |
| 5 punten  | 4 punten   | 3 punten               | 2 punten | 1 punt    |
|           | - Slovenië | - Roemenië - Slowakije |          |           |

### Punten gegeven door Macedonië

#### Finale
Punten gegeven in de finale:
| 12 punten | Kroatië             |
| 10 punten | Verenigd Koninkrijk |
| 8 punten  | Israël              |
| 7 punten  | Ierland             |
| 6 punten  | België              |
| 5 punten  | Turkije             |
| 4 punten  | Portugal            |
| 3 punten  | Nederland           |
| 2 punten  | Frankrijk           |
| 1 punt    | Finland             |